# 杨溪水库
杨溪水库是中国浙江省金华市永康市境内的一座水库，位于永康江支流杨溪上，建于1985年。水库正常库容为5369万立方米，集雨面积为124平方千米，海拔为154米。